# Ulrich Bächli
Ulrich Bächli, né le 5 janvier 1950 à Zurich, est un bobeur suisse ayant notamment remporté deux médailles aux Jeux olympiques et quatre aux championnats du monde.

## Biographie
Ulrich Bächli participe aux Jeux olympiques d'hiver de 1976 organisés à Innsbruck en Autriche. Il remporte l'argent en bob à quatre avec Erich Schärer, Josef Benz et Rudolf Marti. Aux Jeux olympiques d'hiver de 1980, à Lake Placid aux États-Unis, il est à nouveau médaillé d'argent avec les mêmes coéquipiers. Bächli remporte aussi quatre médailles aux championnats du monde : l'argent en 1977 à Saint-Moritz et en 1978 à Lake Placid en bob à quatre et en 1982 à Saint-Moritz en bob à deux ainsi que le bronze en 1979 à Königssee en bob à quatre.

## Palmarès

### Jeux Olympiques
- : médaillé d'argent en bob à 4 aux JO 1976.
- : médaillé d'argent en bob à 4 aux JO 1980.

### Championnats monde
- : médaillé d'argent en bob à 2 aux championnats monde de 1982.
- : médaillé d'argent en bob à 4 aux championnats monde de 1977 et 1978.
- : médaillé de bronze en bob à 4 aux championnats monde de 1979.